# 馬暁偉
馬 暁偉（ば ぎょうい、1959年12月 - ）は、中華人民共和国の医師、政治家。山西省五台県出身。中国医科大学卒業。現在は国家衛生健康委員会主任・党組書記。

## 略歴
1959年12月、山西省五台県で生まれた。
1978年4月に中国医科大学医療系に入学し、1982年12月に卒業した。
1982年10月、中国共産党に入党。卒業後は中華人民共和国衛生部科学教育司幹部・事務局秘書、中国医科大学付属第一病院副研究員・研究員・副院長・院長・党委員会書記、中国医科大学副校長、遼寧省衛生庁庁長官・党組書記を歴任した。
2001年10月、衛生部副部長に昇進。
2013年4月22日、中華人民共和国国家衛生与計画生育委員会副主任に就任。
2005年4月に中華医学会の第25代会長に就任。同年5月に中国紅十字会副会長に就任。
2018年3月19日、第13期全国人民代表大会第一次会議で国家衛生健康委員会の主任に任命された。